# 关汉卿

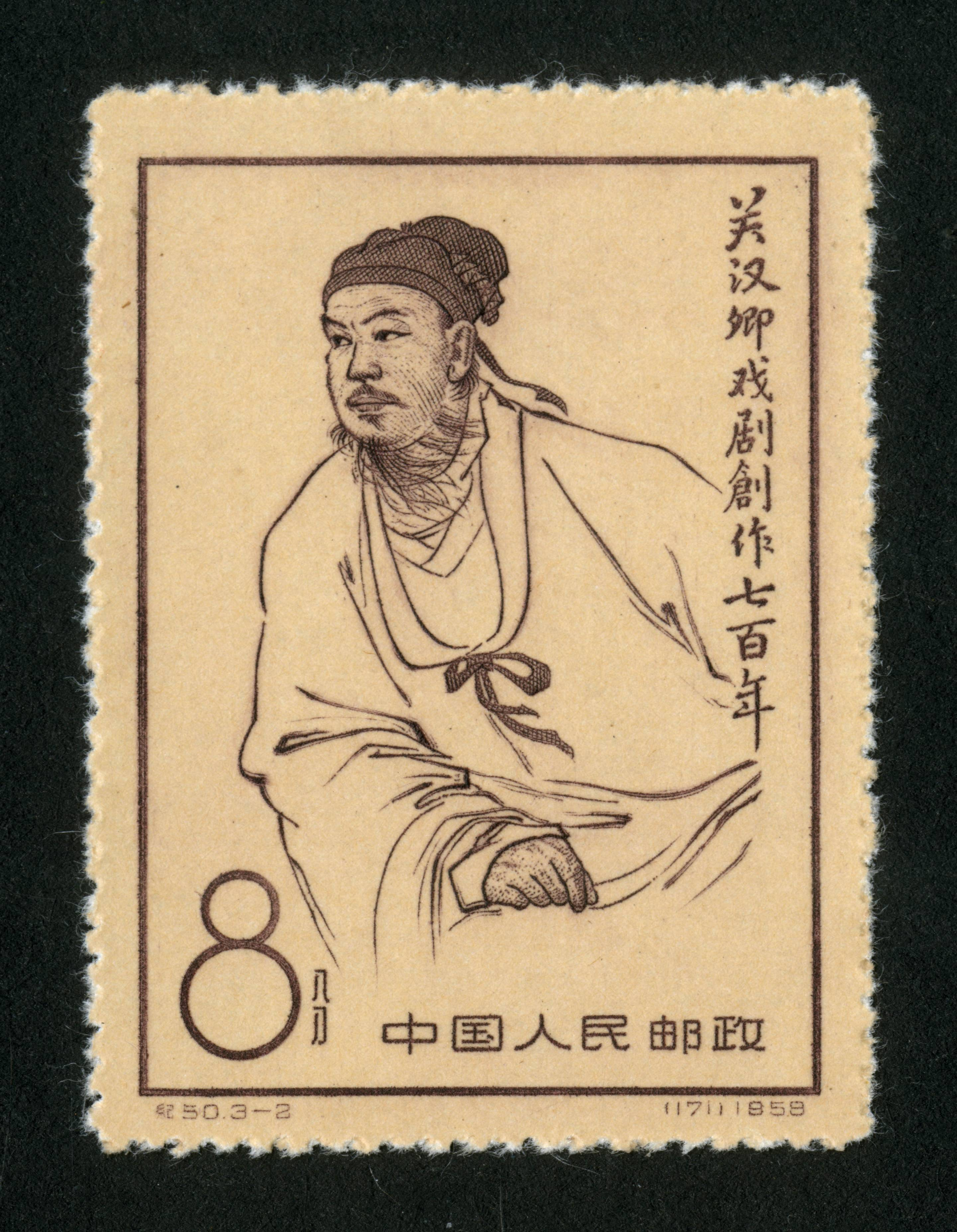
中国纪念邮票：关汉卿像

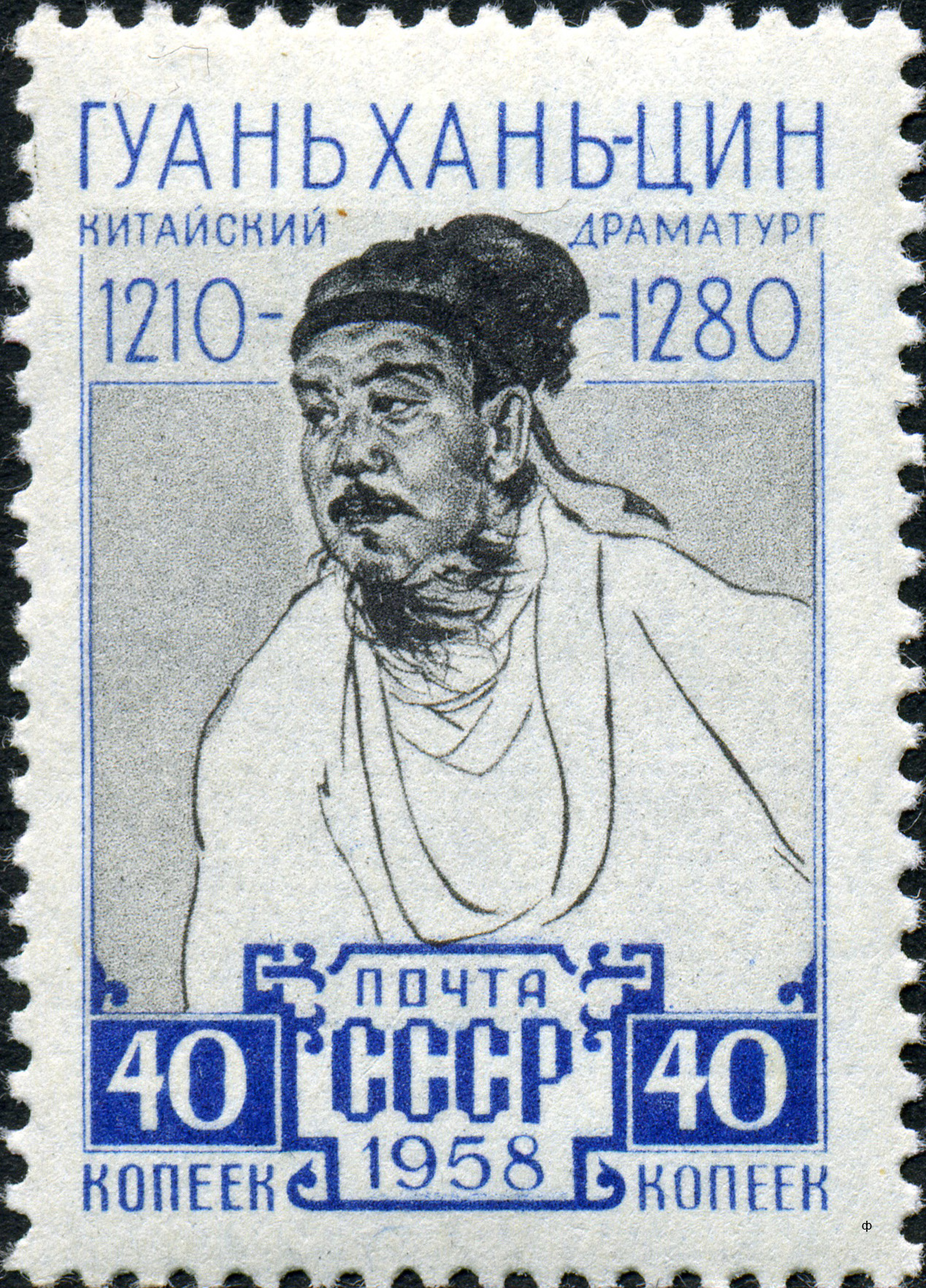
蘇聯於1958年發行的紀念郵票，畫像採用現代畫家李斛作品。

關漢卿（？—？），號已齋（一作一齋）、已齋叟，大都（今北京市）人，为「元曲四大家」之首。生平事跡不詳，根據《錄鬼簿》、《青樓集》、《南村輟耕錄》一些零碎的資料來看，他是金末元初人，活躍於約1210年至約1300年（元成宗大德）間。

## 生平
關漢卿可能是太醫院的一個醫生，另有一說是先祖或父兄為太醫院醫生，故關漢卿為醫戶，而不為醫生。主要在大都（今北京）附近活動，也曾到過汴梁、臨安（今杭州）等地。以雜劇的成就最大，一生寫了60多種，今存18種，最著名的有《竇娥冤》；關漢卿也寫了不少歷史劇，如：《單刀會》、《單鞭奪槊》、《西蜀夢》等；散曲今在小令40多首、套數10多首。
關漢卿自認「我是箇普天下郎君領袖，蓋世界浪子班頭」，以飲酒嫖妓為榮，其塑造的「我是箇蒸不爛、煮不熟、搥不扁、炒不爆、響璫璫一粒銅豌豆」（〈不伏老〉）的形象也廣為人稱，被譽“曲家聖人”。《析津志辑佚·名宦》曰：“关一斋，字汉卿，燕人。生而倜傥，博学能文。滑稽多智，蕴藉风流，为一时之冠。是时文翰晦盲，不能独振，淹于辞章者久矣。”

## 作品风格

### 雜劇
關漢卿雜劇題材和形式都廣泛而多樣化，有悲劇，有喜劇，有壯烈的英雄，有戀愛故事，有家庭婦女問題，有官場公案。雜劇題材大多反映現實，生活面非常廣闊，真實具體，揭示了社會各方面的矛盾，對不幸者寄多深厚同情，高度結合思想性與藝術性。
關漢卿雜劇劇本能根據主題而剪裁取捨，情節安排緊湊，布局引人入勝，主線清晰，節奏緊湊，不全採用大團圓結局的慣例。 
關漢卿雜劇塑造的人物個性鮮明，有血有肉，如竇娥等人物形象均栩栩如生，成功地塑造各種典型人物。
關漢卿善於駕馭語言，語言風格與題材互相配合，吸收民間文學的土語方言，以及古典詩詞的鮮活字詞，並加以提煉，能恰如其分地反映劇中人物的身分性格，又善於烘托渲染，充分表現元劇「本色」。
关汉卿的杂剧内容具有强烈的现实性和弥漫着昂扬的战斗精神，关汉卿生活的时代，政治黑暗腐败，社会动荡不安，他的剧作深刻地再现了社会现实，充满着浓郁的时代气息。既有对官场黑暗的无情揭露，又热情讴歌了人民的反抗斗争。慨慷悲歌，乐观奋争，构成关汉卿剧作的基调。

### 散曲
關漢卿散曲寫男女戀情的作品最多，對婦女心理的刻劃細緻入微，寫離愁別恨則真切動人。關漢卿散曲風格豪放，曲詞潑辣風趣；語言通俗而口語化，生動自然，很能表現曲的本色。他喜用白描手法，善於寫景，所用比喻，形象生動。

## 重要作品
- 《關張雙赴西蜀夢》
- 《閨怨佳人拜月亭》
- 《錢大尹智寵謝天香》
- 《杜蕊娘智賞金線池》
- 《望江亭中秋切鱠》
- 《山神廟裴度還帶》
- 《趙盼兒風月救風塵》
- 《鄧夫人苦痛哭存孝》
- 《關大王獨赴單刀會》
- 《溫太真玉鏡臺》
- 《錢大尹智勘緋衣夢》
- 《詐妮子調風月》
- 《感天動地竇娥冤》
- 《狀元堂陳母教子》
- 《包待制三勘蝴蝶夢》
- 《劉夫人慶賞五侯宴》
- 《包待制智斬魯齋郎》
- 《尉遲恭單鞭奪槊》

## 影響
關漢卿雜劇為後世留下不少著名的故事作藍本，如「六月飛霜」（見於《感天動地竇娥冤》）的故事便膾炙人口。其雜劇情節布局緊湊，使後世明清戲曲的劇本情節，更符合舞台演出的要求。
關漢卿雜劇之語言成為本色派雜劇的典範，影響南戲和明初戲曲的發展。其雜劇塑造的人物深入民心，為後世劇作家留下典範，影響明清戲曲寫人的藝術特色。

## 評價
劉大杰在《中國文學發展史》第二十三章中，曾將關漢卿在中國戲曲史上的地位，媲美英國的劇作家莎士比亞。关汉卿是位伟大的戏曲家，后世称关汉卿为“曲圣”。1958年，被世界和平大会理事会定为世界文化名人，在中外展开了关汉卿创作700周年纪念活动。同年6月28日晚，国内至少100种不同的戏剧形式，1500个职业剧团，同时上演关汉卿的剧本。他的剧作被译为英文、法文、德文、日文等，在世界各地广泛传播，外国人称他为“东方的莎士比亚”。
一般認為，將前代未完成的戲曲加以改革，完成元雜劇的體裁者，實非關漢卿莫屬。《錄鬼簿》列關漢卿於雜劇之首，朱權《太和正音譜》如此評價：「觀其詞語，乃可上可下之才，蓋所以取者，初為雜劇之始，故卓以前列。」王國維《宋元戲曲史》：「《竇娥冤》列入世界大悲劇亦無愧色。」
水星上有一座環形山以他的名字命名。